# Rejon III – „Dęby” (Rembertów) Obwodu Powiat Warszawski Armii Krajowej
Rejon III Obwodu VII „Obroża" Powiat Warszawski Armii Krajowej – kryptonim „Dęby” działająca w konspiracji w okresie okupacji niemieckiej w Polsce oraz walczącego w powstaniu warszawskim.
„Obroża” stanowiła jednostkę terytorialną Okręgu Warszawskiego Armii Krajowej obejmującą powiat warszawski. Składała się z dziewięciu rejonów.

## Specyfika Rejonu III

### Topografia
Rejon III obejmował wąski pas terenu położony w granicach powiatu warszawskiego, wzdłuż linii kolejowej i strategicznej drogi prowadzącej do Terespola, Brześcia i Moskwy. Zarówno linia kolejowa jak i tzw. Trakt Brzeski obsługiwały front wschodni stąd ich strategiczne znaczenie dla Niemców.
Po stronie północnej Rejon III graniczył z Rejonem II (Marki), a po stronie południowej z Rejonem IV (Otwock), Sięgał od Kawęczyna po Mińsk Mazowiecki. Tuż przed wybuchem powstania Rejon III stał się osią natarcia Rosjan w wielkiej bitwie pancernej, jaka rozegrała się tu w dniach 29 lipca – 5 sierpnia 1944 r.
Kolejną strategiczną drogą, która biegła przez Rejon III jest tzw. „droga forteczna”. Droga pomiędzy Zegrzem a Wawrem dla Niemców obsadzających podwarszawskie garnizony stanowiła drogę łącznikową (dziś droga wojewódzka nr 631).

### Stacjonowanie sił niemieckich w Rejonie III
Siedzibą Rejonu III był Rembertów. Ze względu na strategiczne położenie na tzw. Trakcie Brzeskim przez cały okres okupacji, od 14 września 1939 r. do końca lipca 1944 obszar ten był silnie nasycony oddziałami wroga. Samo miasto powstało jako osada założona obok rosyjskiego poligonu artyleryjskiego z 1888 r. W trakcie II Wojny Światowej liczba żołnierzy niemieckich stacjonujących na tym terenie sięgała do 4 tysięcy. Sąsiednie miejscowości Sulejówek oraz Wesoła także były silnie obsadzone przez Wehrmacht, policję i SS.

## Zadania
Dowództwo  AK stawiało przez zgrupowaniem „Dęby” zasadniczo trzy zadania: prowadzenie szkoleń, łączności i obserwacji wojsk nieprzyjaciela.
Organizowano tu i prowadzono szkolenia rekruckie i sanitarne, kolportowano prasę konspiracyjną, utrzymywano łączność pomiędzy sztabem a dowódcami oddziałów, a także z pododdziałami, przygotowywano zaplecze gospodarcze i kwatermistrzowskie oraz systematycznie przygotowywano oddziały liniowe do walki.

## Struktura zgrupowania
Zgrupowanie składało się z 2 batalionów.
W 1943 r. dowództwo Rejonu III objął kpt/mjr dr Franciszek Amalowicz ps. „Tatara”. Z czasem zgrupowanie osiągnęło liczebność pułku.

## Działalność w konspiracji do 1 sierpnia 1944 r.
Podobnie jak w innych, w III. Rejonie operował ponad trzydziestoosobowy Oddział Dywersji Bojowej „Dęby”, który przeprowadził 64 akcje dywersyjno-bojowe. Za szczególne osiągnięcie uważa się wysadzenie stacji goniometrycznej SS na Grochowie 6 stycznia 1943 r.
Przed wybuchem powstania, w drugiej połowie lipca najważniejszym zadaniem Zgrupowania stała się działalność wywiadowcza. Zmieniająca się z dnia na dzień, a pod koniec miesiąca - z godziny na godzinę sytuacja wojenna na „przyczółku praskim”, była opisywana i przekazywana w raportach do Dowództwa Obwodu w Warszawie. Informacje dostarczone przez łączniczki Rejonu, stały się jedną z przyczyn decyzji o terminie Godziny „W”.

## Działalność po wybuchu powstania warszawskiego
W wyniku pancernej bitwy pod Warszawą, jaką wydała Niemcom armia radziecka jeszcze przed wybuchem powstania warszawskiego dowódca Rejonu III utracił kontakt z dowództwem Obwodu. 30 sierpnia nawiązano kontakt z żołnierzami Rejonu II „Obroży” z Marek. W toku bitwy polscy żołnierze znaleźli się tymczasowo po drugiej stronie frontu.
Rozkaz dotyczący wybuchu powstania został przekazany do Rembertowa o godz. 15 1 sierpnia 1944 r. Działania bojowe mogły podjąć tylko 2 oddziały: z Zielonki i Rembertowa. Pozostałe znajdowały się po radzieckiej stronie frontu.
Zgrupowanie z Zielonki, w sile około 200 ludzi, złożone z 2 kompanii 1. Batalionu oraz plutonu DB i plutonu łączności, otrzymało zadanie natarcia i zniszczenia baterii artylerii niemieckiej mieszczącej się przy cmentarzu rembertowskim. 
Pluton DB z Rembertowa otrzymał zadanie wysadzenia tunelu na stacji PKP bronionego przez 15 osobowy oddział niemiecki, aby uniemożliwić przejazd do Warszawy pociągu pancernego znajdującego się na poligonie. 
Niestety oba zadania były niewykonalne. Na tyły nacierających na baterię wyjechał zagon pancerny złożony z 14 ciężkich czołgów, a świetnie uzbrojeni w broń maszynową Niemcy na stacji - nie dali się zaskoczyć. Pół godziny potem między godz. 17.30 a 18 do Rembertowa wjechała kolumna 70 czołgów z Dywizji Pancernej „Wiking”. Mieszkańców Magenty, Karolówki i Zygmuntówki w ciągu 15 minut wypędzono z domów.
Tak sytuację Rejonu III w chwili wybuchu powstania opisują kpr. pchor. Zbigniewa Pawelskiego ps. „Jastrząb” i kpr. Tadeusza Woźniaka ps. „Sęp I” z plutonu 760 III Rejonu „Dęby” (Rembertów) VII Obwodu „Obroża” (w powstaniu w plutonie 686 „Grochów”):
Byliśmy drużyną 4 plutonu 3 kompanii 1 batalionu III Rejonu „Dęby”, zorganizowaną w okresie okupacji w latach 1940/1941, która przeszkolenie wojskowe teoretycznie i ćwiczenia polowe z bronią przeszła w konspiracji. Część z nas ukończyła szkołę podchorążych, a część kursy partyzanta. Dowódcą naszego plutonu był ppor. Eugeniusz Lokajski „Brok”.
Drużynę tworzyli następujący żołnierze:
kpr. pchor. Leszek Rydzy „Mały”
kpr. pchor. Zbigniew Pawelski „Jastrząb”
kpr. Tadeusz Woźniak „Sęp I”
kpr. Antoni Sanlewicz „Chętny”
kpr. Henryk Wardęcki „Nowy”
kpr. Roman Kwiek „Cygan”
kpr. Ryszard Adamski „Wróbel”
st. strz. „Wrzos” [być może Zygmunt Kupski] oraz dwóch żołnierzy o nie ustalonych nazwiskach.
Na 3 dni przed wybuchem Powstania zostaliśmy skoszarowani w Rembertowie, aby 1 sierpnia 1944 r. przystąpić do akcji. Jednakże po 24 godzinach rozwiązano nasz oddział i polecono udać się do domów, uznając akcję na terenie Rembertowa za niemożliwą. Na decyzję odwołania akcji miał wpływ fakt postoju na tym terenie silnego zgrupowania broni pancernej, co skazywało z góry każdą naszą akcję zbrojną na całkowite niepowodzenie.
Wybuch powstania zastał nas w naszych mieszkaniach na Grochowie i na Pradze. Po otrząśnięciu się z przykrego wrażenia, że pozostawiono nas bez przydziału, zaczęliśmy kontaktować się ze sobą, szukać możliwości uczestniczenia w akcji przeciw Niemcom.